# Pedro Moutinho
Pedro Moutinho (* 11. November 1976 in Oeiras) ist ein Fado-Sänger aus Portugal.

## Leben
Pedro Moutinho wurde als Sohn der Fado-Sänger Luísa und Manuel Paiva geboren. Auch seine älteren Brüder Camané und Hélder Moutinho sind Fado-Sänger.
Pedro trat seit seinem 11. Lebensjahr öffentlich auf. Er war in renommierten Fado-Lokalen wie dem Café Luso unter Vertrag, sang u. a. im Centro Cultural de Belém sowie im Casino Estoril. 2003 nahm er sein erstes Album auf.
2004 lud ihn Carlos do Carmo für sein Projekt „Um homem na cidade 2004“ ein. Moutinho wirkte am mehrfach ausgezeichneten Film „Fados“ von Carlos Saura mit.

## Alben
- 2003: Primeiro Fado
- 2006: Encontro
- 2009: Um Copo De Sol
- 2010: Lisboa Mora Aqui (Best of)
- 2013: O Amor Não Pode Esperar
- 2016: O Fado Em Nós
- 2019: Um Fado Ao Contrário